# Helmut Marko
Helmut Marko – były austriacki kierowca wyścigowy, aktualnie pracuje w austriackim zespole Red Bull Racing w Formule 1.

## Kariera
Helmut Marko przed rozpoczęciem kariery wyścigowej studiował prawo. W 1971 roku stał się znany, gdy wygrał 24. godzinny wyścig Le Mans. Doprowadziło to do jego debiutu w brytyjskim zespole McLaren w Formule 1, podczas debiutanckiego wyścigu na pierwszym okrążeniu skończyło mu się paliwo w bolidzie. Dwa tygodnie później powrócił z zespołem BRM. Podczas jednego z wyścigów w barwach BRM na dziewiątym okrążeniu gdy Marko jechał na piątej pozycji, spod jednego z bolidów w powietrze uniósł się kamień, który uderzył w kask Marko, przebił się przez wizjer i uderzył w oczy Marko, Marko zjechał na pobocze toru. Po tym incydencie Marko stracił częściowo wzrok, musiał wycofać się z mistrzostw Formuły 1, nigdy nie powrócił do tego sportu.
Helmut Marko zajął się wyszukiwaniem i rozwijaniem karier młodych kierowców. W późniejszym czasie Marko stworzył zespół RSM Marko, który startował w mistrzostwach niemieckiej Formuły 3 oraz w mistrzostwach Formuły 3000 z kierowcami: Jörgiem Müllerem i Juanem Pablo Montoyą. Marko stworzył Red Bull Junior Team w Formule 3000, później sprzedał go i został konsultantem w Red Bull Racing w Formule 1. 
W 2010 roku Marko wypowiedział się kontrowersyjnie w stosunku wypadku pomiędzy Sebastianem Vettelem a Markiem Webberem podczas wyścigu o Grand Prix Turcji 2010. Marko stwierdził, że do wypadku doszło za sprawą Webbera, gdy inni pracownicy Red Bulla uważali, że to obaj kierowcy są winni wypadkowi. Okazało się, że to Marko nie znał wszystkich faktów dotyczących wypadku. Po wypadku Marko zmienił zdanie i podzielił opinię Christiana Hornera.

## Starty w Formule 1

### Tablica wyników
| Legenda oznaczeń w tabelach wyników Wyświetl szablon na nowej stronie | Legenda oznaczeń w tabelach wyników Wyświetl szablon na nowej stronie                                                                     |
| Oznaczenie                                                            | Wyjaśnienie |
| --------------------------------------------------------------------- | --- |
| Złoty                                                                 | Zwycięzca lub mistrzostwo |
| Srebrny                                                               | 2. miejsce lub wicemistrzostwo |
| Brązowy                                                               | 3. miejsce lub II wicemistrzostwo |
| Zielony                                                               | Ukończył, punktował (w klasyfikacji generalnej, gdy zdobył co najmniej jeden punkt na przestrzeni sezonu, poza trzema powyższymi opcjami) |
| Niebieski                                                             | Ukończył, nie punktował (w klasyfikacji generalnej, gdy nie zdobył co najmniej jednego punktu na przestrzeni sezonu)                      |
| Czerwony                                                              | Nie zakwalifikował się (NZ) |
| Czerwony                                                              | Nie prekwalifikował się (NPK) |
| Różowy                                                                | Nie ukończył (NU) |
| Różowy                                                                | Niesklasyfikowany (NS) (w klasyfikacji generalnej, gdy nie został sklasyfikowany w żadnym wyścigu sezonu)                                 |
| Czarny                                                                | Zdyskwalifikowany (DK) |
| Czarny                                                                | Wykluczony (WYK/EX) |
| Biały                                                                 | Nie wystartował (NW) |
| Biały                                                                 | Kontuzjowany (K/INJ) |
| Biały                                                                 | Wyścig odwołany (OD/C) |
| Bez koloru                                                            | Został wycofany (WYC/WD) |
| Bez koloru                                                            | Nie przybył (NP/DNA) |
| Bez koloru                                                            | Nie brał udziału w treningach (NT/DNP) |
| Bez koloru                                                            | Nie został zgłoszony (–) |
| Pogrubienie                                                           | Start z pole position |
| Kursywa                                                               | Najszybsze okrążenie wyścigu |
| †                                                                     | Nie ukończył, ale jego rezultat został zaliczony ze względu na przejechanie więcej niż 90% dystansu wyścigu.                              |
| *                                                                     | Sezon w trakcie |
| 1/2/3                                                                 | Punktowana pozycja w sprincie kwalifikacyjnym                                                                                             |
| Lista systemów punktacji Formuły 1                                    | |

| Sezon | Zespół  | Samochód             | Pozycje startowe / w wyścigach | Pozycje startowe / w wyścigach | Pozycje startowe / w wyścigach | Pozycje startowe / w wyścigach | Pozycje startowe / w wyścigach | Pozycje startowe / w wyścigach | Pozycje startowe / w wyścigach | Pozycje startowe / w wyścigach | Pozycje startowe / w wyścigach | Pozycje startowe / w wyścigach | Pozycje startowe / w wyścigach | Pozycje startowe / w wyścigach | Pozycje startowe / w wyścigach | Pozycje startowe / w wyścigach | Pozycje startowe / w wyścigach | Pozycje startowe / w wyścigach | Pozycje startowe / w wyścigach | Pozycje startowe / w wyścigach | Pozycje startowe / w wyścigach | Pozycje startowe / w wyścigach | Pozycje startowe / w wyścigach |
| Sezon | Zespół  | Silnik               | 1                              | 2                              | 3                              | 4                              | 5                              | 6                              | 7                              | 8                              | 9                              | 10                             | 11                             | 12                             | 13                             | 14                             | 15                             | 16                             | 17                             | 18                             | 19                             | 20                             | 21                             |
| 1971  |         |                      | Związek Południowej Afryki     | Hiszpania                      | Monako                         | Holandia                       | Francja                        | Wielka Brytania                | Niemcy                         | Austria                        | Włochy                         | Kanada                         | Stany Zjednoczone              |                                |                                |                                |                                |                                |                                |                                |                                |                                |                                |
| ----- | ------- | -------------------- | ------------------------------ | ------------------------------ | ------------------------------ | ------------------------------ | ------------------------------ | ------------------------------ | ------------------------------ | ------------------------------ | ------------------------------ | ------------------------------ | ------------------------------ | ------------------------------ | ------------------------------ | ------------------------------ | ------------------------------ | ------------------------------ | ------------------------------ | ------------------------------ | ------------------------------ | ------------------------------ | ------------------------------ |
| 1971  | McLaren | McLaren M7C          | -                              | -                              | -                              | -                              | -                              | -                              | NZ                             | -                              | -                              | -                              | -                              |                                |                                |                                |                                |                                |                                |                                |                                |                                |                                |
| 1971  | McLaren | Cosworth V8          | -                              | -                              | -                              | -                              | -                              | -                              | -                              | -                              | -                              | -                              | -                              |                                |                                |                                |                                |                                |                                |                                |                                |                                |                                |
| 1971  |         |                      | Związek Południowej Afryki     | Hiszpania                      | Monako                         | Holandia                       | Francja                        | Wielka Brytania                | Niemcy                         | Austria                        | Włochy                         | Kanada                         | Stany Zjednoczone              |                                |                                |                                |                                |                                |                                |                                |                                |                                |                                |
| 1971  | BRM     | BRM P153/P160        | -                              | -                              | -                              | -                              | -                              | -                              | -                              | 17                             | 12                             | 19                             | 17                             |                                |                                |                                |                                |                                |                                |                                |                                |                                |                                |
| 1971  | BRM     | BRM BRM V12          | -                              | -                              | -                              | -                              | -                              | -                              | -                              | 11                             | NU                             | 12                             | 13                             |                                |                                |                                |                                |                                |                                |                                |                                |                                |                                |
| 1972  |         |                      | Argentyna                      | Związek Południowej Afryki     | Hiszpania                      | Monako                         | Belgia                         | Francja                        | Wielka Brytania                | Niemcy                         | Austria                        | Włochy                         | Kanada                         | Stany Zjednoczone              |                                |                                |                                |                                |                                |                                |                                |                                |                                |
| 1972  | BRM     | BRM P153/P153B/P160B | 19                             | 23                             | -                              | 17                             | 23                             | 6                              | -                              | -                              | -                              | -                              | -                              |                                |                                |                                |                                |                                |                                |                                |                                |                                |                                |
| 1972  | BRM     | BRM BRM V12          | 10                             | 14                             | -                              | 8                              | 10                             | NU                             | -                              | -                              | -                              | -                              | -                              |                                |                                |                                |                                |                                |                                |                                |                                |                                |                                |

### Statystyki
| Legenda oznaczeń w tabelach wyników Wyświetl szablon na nowej stronie | Legenda oznaczeń w tabelach wyników Wyświetl szablon na nowej stronie                                                                     |
| Oznaczenie                                                            | Wyjaśnienie |
| --------------------------------------------------------------------- | --- |
| Złoty                                                                 | Zwycięzca lub mistrzostwo |
| Srebrny                                                               | 2. miejsce lub wicemistrzostwo |
| Brązowy                                                               | 3. miejsce lub II wicemistrzostwo |
| Zielony                                                               | Ukończył, punktował (w klasyfikacji generalnej, gdy zdobył co najmniej jeden punkt na przestrzeni sezonu, poza trzema powyższymi opcjami) |
| Niebieski                                                             | Ukończył, nie punktował (w klasyfikacji generalnej, gdy nie zdobył co najmniej jednego punktu na przestrzeni sezonu)                      |
| Czerwony                                                              | Nie zakwalifikował się (NZ) |
| Czerwony                                                              | Nie prekwalifikował się (NPK) |
| Różowy                                                                | Nie ukończył (NU) |
| Różowy                                                                | Niesklasyfikowany (NS) (w klasyfikacji generalnej, gdy nie został sklasyfikowany w żadnym wyścigu sezonu)                                 |
| Czarny                                                                | Zdyskwalifikowany (DK) |
| Czarny                                                                | Wykluczony (WYK/EX) |
| Biały                                                                 | Nie wystartował (NW) |
| Biały                                                                 | Kontuzjowany (K/INJ) |
| Biały                                                                 | Wyścig odwołany (OD/C) |
| Bez koloru                                                            | Został wycofany (WYC/WD) |
| Bez koloru                                                            | Nie przybył (NP/DNA) |
| Bez koloru                                                            | Nie brał udziału w treningach (NT/DNP) |
| Bez koloru                                                            | Nie został zgłoszony (–) |
| Pogrubienie                                                           | Start z pole position |
| Kursywa                                                               | Najszybsze okrążenie wyścigu |
| †                                                                     | Nie ukończył, ale jego rezultat został zaliczony ze względu na przejechanie więcej niż 90% dystansu wyścigu.                              |
| *                                                                     | Sezon w trakcie |
| 1/2/3                                                                 | Punktowana pozycja w sprincie kwalifikacyjnym                                                                                             |
| Lista systemów punktacji Formuły 1                                    | |

| Sezon | Zgł. | Starty | PKT | P. | P1 | P2 | P3 | Punkt. | PP | NO | NS | DK | Zespoły                       |
| ----- | ---- | ------ | --- | -- | -- | -- | -- | ------ | -- | -- | -- | -- | ----------------------------- |
| 1971  | 5    | 5      | -   | 23 | -  | -  | -  | -      | -  | -  | 1  | -  | McLaren British Racing Motors |
| 1972  | 5    | 5      | -   | 22 | -  | -  | -  | -      | -  | -  | 1  | -  | British Racing Motors         |

| Sezony | Zgł. | Starty | PKT | Najwyższa pozycja (mistrzostwa) | P1 | P2 | P3 | Punkt. | PP | NO | NS | DK | Zespoły |
| ------ | ---- | ------ | --- | ------------------------------- | -- | -- | -- | ------ | -- | -- | -- | -- | ------- |
| 2      | 10   | 9      | 0   | 1x22                            | -  | -  | -  | -      | -  | -  | 2  | -  | 2       |

### Podsumowanie startów
| Ważne wyścigi     | Ważne wyścigi                |
| ----------------- | ---------------------------- |
| Debiut            | Grand Prix Niemiec 1971      |
| Ostatni           | Grand Prix Francji 1972      |
| Najwyższe pozycje |                              |
| Kwalifikacje      | 6 ( Grand Prix Francji 1972) |
| Wyścig            | 8 ( Grand Prix Monako 1972)  |